# عدم الامتثال الضريبي
عدم الامتثال الضريبي هو مجموعة من الأنشطة غير المواتية لنظام الضرائب الحكومي. قد يشمل ذلك التجنب الضريبي، وهو تخفيض الضرائب بالوسائل القانونية، والتهرب الضريبي الذي يمثل عدم دفع الالتزامات الضريبية الذي يعاقب عليه القانون. يستخدم مصطلح «عدم الامتثال» بشكل مختلف من قبل مؤلفين مختلفين. يصف استخدامه الأكثر شيوعًا السلوكيات غير المتوافقة فيما يتعلق بالقواعد المؤسسية المختلفة مما يؤدي إلى ما يسميه إدغار ل. فيج الاقتصادات غير الخاضعة للمراقبة. يؤدي عدم الامتثال للقواعد الضريبية المالية إلى زيادة الدخل غير المصرح عنه وفجوة ضريبية تشير تقديرات فيج إلى أنها تقترب من 500 مليار دولار سنويًا للولايات المتحدة.
صدرت قوانين تعرف باسم القوانين العامة لمكافحة التجنب (GAAR) «جي إيه إيه آر» الذي يحظر تجنب «العنف الضريبي» في العديد من البلدان المتقدمة بما فيها الولايات المتحدة (منذ 2010) وكندا وأستراليا ونيوزيلندا وجنوب أفريقيا والنرويج وهونغ كونغ. وبالإضافة إلى ذلك، حققت المذاهب القضائية الغرض ذاته، لا سيما في الولايات المتحدة من خلال مذاهب «الغرض التجاري» و «المضمون الاقتصادي» التي أُسست في غريغوري في. هيلفرينغ. وعلى الرغم من أن التفاصيل قد تختلف وفقًا للولاية القضائية، فإن هذه القواعد تلغي التجنب الضريبي الذي هو قانوني من الناحية التقنية ولكن ليس لأغراض تجارية أو انتهاكًا لروح قانون الضرائب. وتشمل الشروط ذات الصلة لتجنب الضرائب التخطيط الضريبي والإعفاء الضريبي.
يشمل الأفراد الذين لا يمتثلون لدفع الضرائب المحتجين على الضرائب والمقاومين للضرائب. يحاول المحتجون التهرب من دفع الضرائب باستخدام تفسيرات بديلة لقانون الضرائب، في حين يرفض مقاومو الضريبة دفعها لأسباب ضميرية. يعتقد المحتجون على الضرائب أن فرض الضرائب بموجب مجلس الاحتياطي الفيدرالي غير دستوري، بينما يهتم المقاومون أكثر بعدم دفع تكاليف سياسات حكومية معينة يعارضونها. نظرًا لأن فرض الضرائب غالبًا ما ينظر إليه باعتباره مرهقًا، فقد عانت الحكومات مع عدم الامتثال الضريبي منذ البداية.

## الفرق بين التجنب والتهرب
يمكن أن يختلف استخدام المصطلحين التجنب الضريبي والتهرب الضريبي وفقًا للولاية القضائية. بشكل عام، ينطبق مصطلح «التهرب» على الأفعال غير القانونية و «التجنب» على الأفعال التي تندرج في إطار القانون. يستخدم مصطلح «التخفيف» أيضًا في بعض الولايات القضائية لزيادة التمييز بين الإجراءات في إطار الغرض الأصلي من الحكم ذي الصلة وتلك الإجراءات التي تدخل في نص القانون، ولكنها لا تحقق الغرض منه.
نظرًا لأن الفرق بين المفهومين أصبح حاليًا أقل وضوحًا، فإن أستاذة القانون أليسون كريستيانس تستنكر الشرط الذي يشير إلى الأخلاق كمعيار بدلًا من سيادة القانون.

### لمحة تاريخية
منذ فترة طويلة اعتُرف بالفرق بين التجنب/التهرب على غرار التفريق الحالي، ولكن في البداية لم يكن هناك أي مصطلحات للتعبير عنه. في عام 1860، اقترح تيرنر إل جيه التهرب/المخالفة (حيث كان التهرب يمثل الجانب القانوني من الفجوة): فيشر في بريرلي. في عام 1900، سُجّل التمييز بوصفه معنيين لكلمة «تهرب»: بوليفانت في إيه جي. نشأ الاستخدام التقني لكلمات التجنب/التهرب بالمعنى الحديث في الولايات المتحدة حيث أُسس جيدًا في عشرينيات القرن العشرين. يمكن تتبع ذلك إلى أوليفر ويندل هولمز في بولين ضد ويسكونسن.
كان قبول ذلك بطيئًا في المملكة المتحدة. بحلول الخمسينيات من القرن العشرين، أصبح الكتاب المتمرسين والحريصين في المملكة المتحدة يميزون مصطلح «التهرب الضريبي» من «التجنب». مع ذلك، في المملكة المتحدة على الأقل، استُخدم «التهرب» بانتظام (وفقًا للمعايير الحديثة، أُسيئ استخدامه) بمعنى التجنب، في التقارير القانونية وفي أماكن أخرى، على الأقل حتى سبعينيات القرن العشرين. الآن بعد أن حصلت المصطلحات على موافقة رسمية في المملكة المتحدة (كرافين في وايت)، يجب اعتبار هذا الاستخدام خاطئًا. ولكن حتى الآن من المفيد استخدام تعبيرات «التجنب القانوني» و «التهرب غير القانوني»، لجعل المعنى أكثر وضوحًا.

### الولايات المتحدة
في الولايات المتحدة، «التهرب الضريبي» هو التهرب من تقييم أو دفع ضريبة مستحقة قانونًا بالفعل في وقت السلوك الإجرامي. التهرب الضريبي هو جريمة، وليس له أي تأثير على مقدار الضريبة المستحقة بالفعل، على الرغم من أنه قد يؤدي إلى فرض عقوبات مالية كبيرة.
على النقيض من ذلك، يصف مصطلح «تجنب الضرائب» السلوك القانوني، والغرض منه هو تجنب إنشاء التزام ضريبي في المقام الأول. في حين أن الضريبة التي يتم تجنبها تبقى ضريبة مستحقة قانونًا، والضريبة التي يتم تجنبها هي التزام ضريبي لم يكن موجودًا من قبل.
على سبيل المثال، ضع في اعتبارك نشاطين تجاريين، لكل منهما أصل معين (في هذه الحالة، قطعة من العقارات) تساوي أكثر بكثير من سعر شرائها.
- النشاط الأول (أو الفرد) يبيع العقار ويقلل من مكاسبه في التقرير عنها. في هذه الحالة، تكون الضريبة مستحقة قانونًا. لقد اشترك الطرف الأول في التهرب الضريبي، وهو أمر إجرامي.
- لنشاط الثاني (أو الفرد) يتشاور مع مستشار الضرائب ويكتشف أن الشركة يمكنها هيكلة عملية البيع كـ «تبادل مماثل» (يُعرف رسميًا باسم تبادل 1031، سميت تبعًا لقسم قانون الإيرادات الداخلية) مع العقارات الأخرى التي تستطيع الشركة استخدامها. في هذه الحالة، لا توجد ضريبة مستحقة بسبب أحكام المادة 1031 من قانون الإيرادات الداخلية. انخرط النشاط الثاني في تجنب الضرائب (أو التخفيف من الضرائب)، الذي هو بالكامل من ضمن القانون.

في المثال أعلاه، قد تكون أو لا تكون الضريبة مستحقة في نهاية المطاف عند بيع العقار الثاني. إن وجود الضريبة ومقدارها يعتمد على الظروف وحالة القانون في ذلك الوقت.

### المملكة المتحدة
اعتمدت المملكة المتحدة والولايات القضائية التي تتبع نهج المملكة المتحدة (مثل نيوزيلندا) مؤخرًا مصطلحات التهرب/التجنب كما هو مستخدم في الولايات المتحدة: التهرب هو محاولة إجرامية لتجنب دفع الضرائب المستحقة بينما يكون التجنب محاولة لاستخدام القانون لخفض الضرائب المستحقة. مع ذلك، يوجد تمييز آخر بين التجنب الضريبي وتخفيف الضرائب. تجنب الضرائب هو مسار للعمل مصمم للتعارض مع أو إلحاق الهزيمة بالنية الواضحة للبرلمان: آي أر سي ضد ويلوبي.
التخفيف من الضرائب هو السلوك الذي يقلل من الالتزامات الضريبية دون «تجنب الضرائب» (لا يتعارض مع نية البرلمان)، على سبيل المثال، من خلال تقديم هدايا للجمعيات الخيرية أو الاستثمارات في بعض الأصول المؤهلة لإعفاء الضرائب. هذا مهم بالنسبة للأحكام الضريبية التي تنطبق في حالات «التجنب»: وهي متوقفة لعدم التطبيق في حالات التخفيف.
يعود التعبير اللفظي الواضح لمفهوم التمييز بين التجنب/التخفيف إلى السبعينيات فقط. أُنشئ هذا المفهوم من قبل الاقتصاديين، وليس من المحامين. كان استخدام مصطلحات تجنب/تخفيف للتعبير عن هذا التمييز ابتكارًا في عام 1986: آي أر سي ضد تشالينج.